# Sejm trzebiatowski

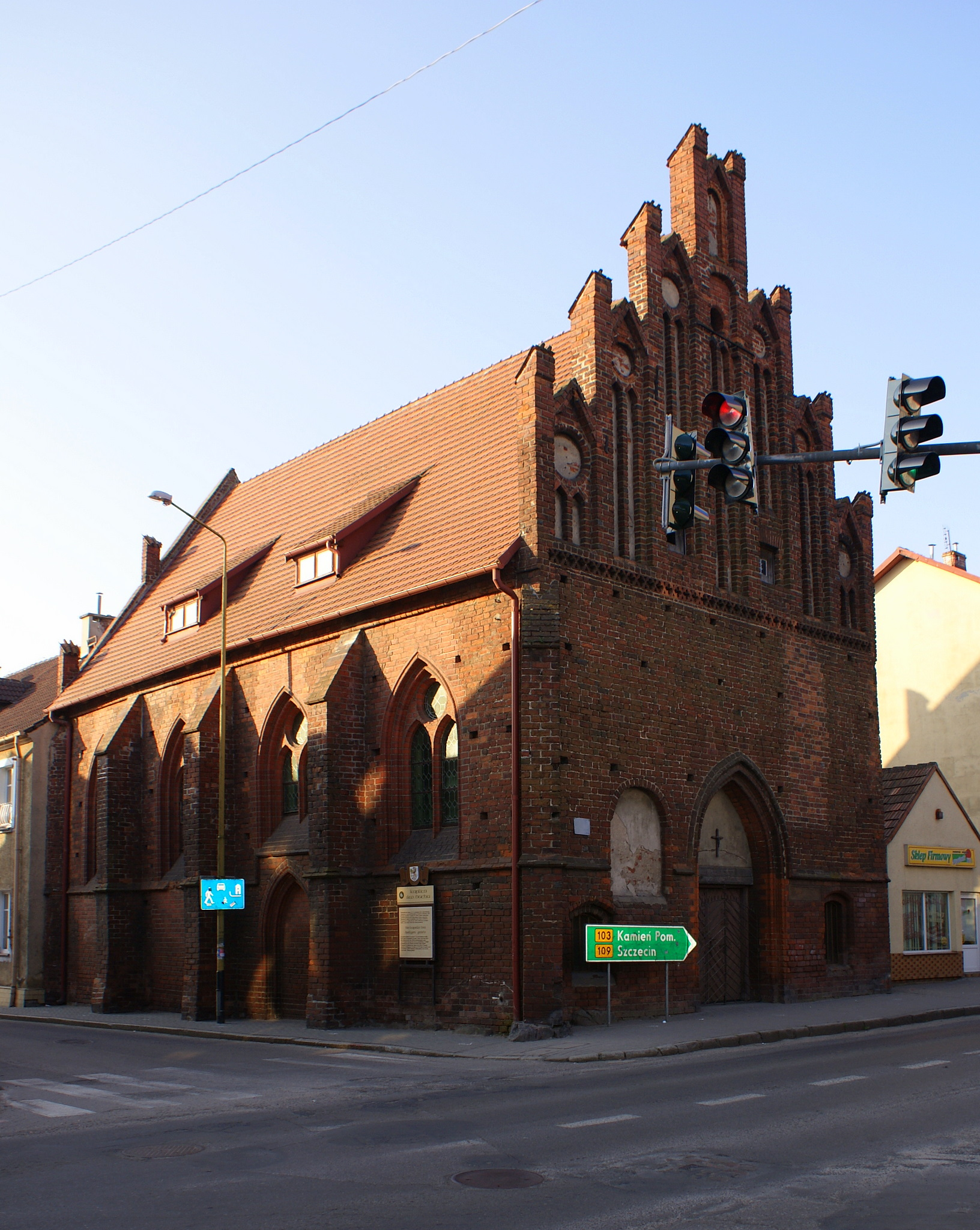
Kaplica Świętego Ducha w Trzebiatowie

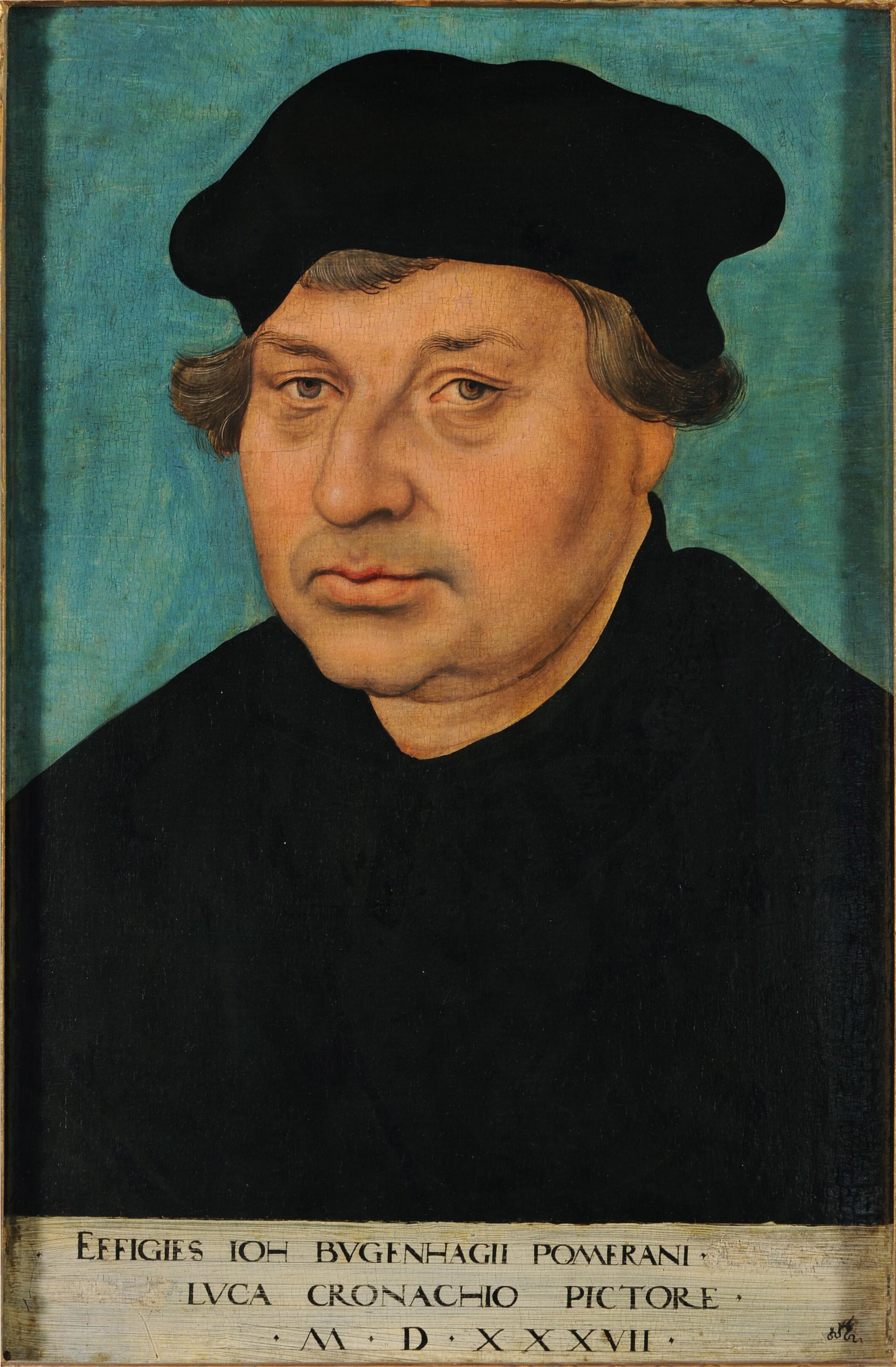
Jan Bugenhagen

Sejm trzebiatowski – landtag z 1534 roku, na którym zdecydowano o przyjęciu na Pomorzu Zachodnim nauki protestanckiej jako religii państwowej.

## Geneza landtagu
Reformacja na Pomorzu Zachodnim zapoczątkowana została za czasów Bogusława X. Wiązała ona się, podobnie jak w innych księstwach Rzeszy, z wewnętrznym kryzysem struktur Kościoła rzymskokatolickiego, słabą efektywnością podejmowanych reform, rozwojem humanizmu wśród nauczycieli Uniwersytetu w Greifswaldzie, narastającą krytyką ze strony wiernych do poczynań duchownych a przede wszystkim opozycją do przywilejów kleru i jego zeświecczenia. Wszystko to prowadziło do łatwości, z jaką społeczeństwo pomorskie było skłonne słuchać nauk Marcina Lutra.
W pierwszej połowie XVI wieku w dużych handlowych ośrodkach m.in.: Strzałowie, Szczecinie, Słupsku zaczęło dochodzić do wystąpień mieszczan przeciwko księżom. Patrycjat tych miast zaczął wypędzać proboszczów katolickich i na ich miejsce powoływać protestanckich kaznodziejów. Opozycją dla miast było rycerstwo pomorskie nadal pozostające przy katolicyzmie i wspierające zachowanie katolickiej organizacji kościelnej z biskupem kamieńskim na czele. Początkowo w obozie kontrreformacyjnym była również rodzina książęca Gryfitów, jednak z czasem, głównie za sprawą księcia Barnima IX Pobożnego, zaczęła ona być skłonna do tolerancji względem innowierców. Władcy Pomorza Zachodniego zaczęli też liczyć na to, że przyjęcie nauki ewangelickiej pozwoli im podreperować własny budżet, a sekularyzacja klasztorów, dóbr parafialnych i biskupich powiększy ich domenę.

## Sejm i jego konsekwencje
Zgodnie z obowiązującym prawem na 13 grudnia 1534 roku książęta pomorscy zwołali do Trzebiatowa sejm ziemski dla przedyskutowania ze stanami pomorskimi kwestii konwersji i przyjęcia protestantyzmu jako religii państwowej.
W dzień św. Łucji w trzebiatowskiej kaplicy Świętego Ducha pod przewodnictwem Barnima IX Pobożnego, Filipa I i w obecności biskupa kamieńskiego Erazma Manteuffela zebrał się landtag. Stany pomorskie, w których obradach większość stanowili duchowni i szlachta nie zgodzili się na przyjęcie protestantyzmu i negatywnie wypowiedzieli się na temat wszelkich zmian. Książęta jednak nie posłuchali obradujących i korzystając ze swoich przywilejów ogłosili publicznie swoją konwersję i utworzenie kościoła państwowego. Przyjęcie reformacji przez władców oznaczało natychmiastowe podporządkowanie się tej decyzji przez wszystkich sejmujących.
Sejm Trzebiatowski zapoczątkował na Pomorzu Zachodnim reformację według ordynacji kościelnej napisanej w 1535 roku przez doktora teologii, luteranina i byłego norbertanina spod Trzebiatowa, Jana Bugenhagena. W wyniku jej postanowień przeprowadzono sekularyzację dóbr kościelnych w księstwach pomorskich, wprowadzono liturgię protestancką, utworzono konsystorz i urząd superintendenta, zlikwidowano dominium biskupie, które stało się własnością książąt. Stworzono kościół państwowy o nazwie Pomorski Kościół Ewangelicki (niem. Pommersche Evangelische Kirche), którego biskupami w latach 1557-1637 byli przedstawiciele dynastii Gryfitów.

## Niezrealizowane zamierzenia
Podczas sejmu trzebiatowskiego podjęto decyzję o powołaniu uniwersytetu w Szczecinie, jednak przez wzgląd na bliskość uczelni w Greifswaldzie nie doszło do jej realizacji. 
450 lat później, 21 lipca 1984 roku, podobną uchwałę podjął polski Sejm, i dopiero na jej mocy powstał Uniwersytet Szczeciński.

## Literatura
- red. Jan Piskorski: Pomorze Zachodnie poprzez wieki. Szczecin: Zamek Książąt Pomorskich, 1999. ISBN 83-910291-0-7. Brak numerów stron w książce